# Tar (format de fitxers)
|  | Aquest article tracta sobre un format de fitxers. Vegeu-ne altres significats a «Ferrocarril Transasiàtic». |

En informàtica, el format de fitxers tar, és un dels formats per arxivament, el nom prové de Tape ARchive format (format d'enregistrament de cintes). Aquests arxius es produeixen amb la comanda Unix tar i es van estandarditzar en l'especificació POSIX.1-1998 i més endavant per POSIX.1-2001. Es fa servir àmpliament per empaquetar i desempaquetar fitxers, per tal d'acumular un llarg nombre de fitxers dins d'un sol fitxer tot preservant l'estructura de fitxers, els permisos, les propietats i les dates. Seguint la Filosofia Unix, consistent en saber "fer una sola cosa" (empaquetar) però "fer-la bé", no incorpora compressió de manera que cal combinar-la amb altres eines, per aconseguir un empaquetament comprimit.
Originalment tar va ser desenvolupat per ser usat en dispositius d'accés seqüencial tal com unitats de cinta, per fer còpies de seguretat. Més endavant es va afegir l'argument -f (per dirigir la sortida resultant a un fitxer), i ha passat a fer-se servir com una eina general per empaquetar fitxers. En general dels fitxers tar en diem tarball.
Com que el tar no té compressió de forma implícita, l'usem en combinació amb altres eines com ara gzip, bzip2, o en general compress que són específiques per a comprimir, no per a empaquetar (seguint també la filosofia Unix). Tot i que en principi podria semblar molt llarg de fer servir les dues eines combinades, en els sistemes Unix, podem fer servir les capacitats de pipe, per realitzar-ho d'un sol pas. Encara que en la majoria de casos, no ens farà ni falta, podent fer servir les opcions de línia d'ordres tar -z gzip o tar -j bzip.

## Ús
En el tar de GNU, podem fer servir l'opció de compressió directament:
- Per empaquetar i comprimir:
  - Amb gzip: tar -czf fitxers_empaquetats.tgz fitxer1 fitxer2 ...
  - Amb bzip2: tar -cjf fitxers_empaquetats.tbz2 fitxer1 fitxer2 ...
- Per descomprimir i desempaquetar:
  - Fitxer tar comprimit amb gzip: tar -xzf fitxer_a_desempaquetar.tar.gz
  - Fitxer tar comprimit amb bzip2: tar -xjf fitxer_a_desempaquetar.bz2

Si no tenim el tar de GNU, haurem de fer el següent:
- Per empaquetar fitxers:
  - Només el fitxer tar: tar -cf fitxers_empaquetats.tar fitxer1 fitxer2 ...
  - Per empaquetar i comprimir en dos passos:
    - tar -cf fitxers_empaquetats.tar fitxer1 fitxer2 ...
gzip fitxers_empaquetats.tar

  - Per empaquetar i comprimir al mateix temps (manera llarga):
    - tar -cf - fitxer1 fitxer2 ... | gzip -c > fitxers_empaquetats.tar.gz
- Per desempaquetar fitxers tar:
  - Només fitxer tar: tar -xf fitxer_desempaquetar.tar
  - Empaquetat i comprimit en dos passos:
    - gunzip fitxer_desempaquetar.tar.gz
tar -xf fitxer_desempaquetar.tar

  - Empaquetat i comprimit de cop:
    - gunzip -c fitxer_desempaquetar.gz | tar -xf -

Per fer servir bzip2 en lloc de gzip, canvia les comandes d'abans on hi hagi gzip per bzip2 i a on hi hagi gunzip per bunzip2.

## Extensió del fitxer
- .tar
- .tar.gz o .tgz (només si està comprimit amb gzip)
- .tar.bz2, .tbz2, o .tbz (només si està comprimit amb bzip2)
- .tar.Z (només si està comprimit amb compress)

## TipusMIME
- application/x-tar